# 제페토 (기업)
제페토(영어: ZEPETTO)는 콘솔에서 온라인에 이르는 멀티 플랫폼 게임 컨텐츠 개발사로, 독자적으로 개발한 게임엔진인 아이큐브(i-Cube® Engine)를 통해 포인트 블랭크라는 온라인 FPS 게임을 최적화하는 등 기술력과 기획력을 동시에 인정 받고 있는 국내 게임 개발사이다. 2008년 6월부터 마이크로소프트 XNA 프로젝트에 참여하여 전 세계 프로페셔널 게임 유저들에게 자사의 <불카누스> 게임의 소스 코드를 오픈해 오고 있다. 또한, 포인트 블랭크 온라인 FPS 게임을 서비스 중인 제페토는 독특한 게임성과 철저한 현지화 전략으로 전 세계 55개국에 서비스 중이며 한국, 중국, 일본 등의 국가에서도 포인트 블랭크 진출을 계획하고 있다고 알려져있다.

## 수상 경력
- 2005 대한민국게임대상국무총리상 최우수작품상 (Vulcanus: PSP)
- 2005 대한민국게임대상기술창작상 (Vulcanus: PSP)
- 2007 한국게임산업진흥원우수게임제작지원 최우수상 (Rocket & I: portable, iPhone)
- 2009 문화콘텐츠 산업 기술지원 사업사 (KOCCA) (i-Cube 3.0)
- 2009 차세대 게임기업인큐베이션 회원사 (Cat Z Up: portable, iPhone)
- 2009 차세대 온라인콘텐츠지원 사업사 (KOCCA) (Mind World: UCG WEB)
- 2010 VGI(Video Games Indonesia) 2009 베스트 온라인 게임상 (Point Blank: PC Online)
- 2011~12 TGS(Thailand Game Show) 2년 연속 베스트 캐쥬얼 게임/ 온라인 게임상 (Point Blank: PC Online)

## 주요 작품
- 포인트 블랭크

i-Cube® Engine 채용한 PC 온라인 FPS 게임
태국, 대만, 인도네시아, 러시아, 터키, 브라질, 남미, 중동 등 전 세계 55개국에 서비스 중
한국,중국을 포함 론칭 계획 등 다른 국가들로 확장하여 새로운 시장을 진출할 예정이라고 함

- i-Cube® Engine

온라인, 콘솔, 패키지, 아이폰, 모바일 등 다양한 플랫폼으로의 개발 지원
한국 전자기술 선도기업에서 차세대 엔터테인먼트 기기에 적용하기 위해 채용

- Vulcanus

PSP 최초 한국 써드파티로서 만든 PSP 전용 타이틀
한국 내 발매와 함께 4주간 시장을 주도함
불카누스 (PSP)의 소스는 Microsoft의 XNA 플랫폼에서 구동될 수 있게 변경되어 있음
Vulcanus의 코드는 오픈소스로 전 세계의 프로그래머와 게이머들에게 개방되어 있음

## 모바일 및 웹 게임
- 이하 내용 출처: http://www.zepetto.com 보관됨 2015-01-09 - 웨이백 머신

- Empire & Boat/ Empire & Boat RELOADED

장르: 액션 슈팅 게임, 플랫폼: iOS/Android, Mac OS X, Web
70~80년대를 풍미했던 고전 아케이드 게임에 대한 추억을 스마트한 플레이 방식으로 재현한 슈팅게임
전 세계 친구들과 순위 경쟁이 가능한 랭킹 시스템
Empire & Boat RELOADED라는 엠파이어보트 업그레이드 버전 (Web – 페이스북, 네이트)
플레이 방법: 아이폰이나 아이패드를 좌우로 기울이면, 함선의 방향이 기울이는 방향으로 조정됨. 화면을 터치하면 어뢰가 발사됨. 플레이 방식은 간단하지만, 전투 미션이 난이도가 다양하며 세계 유명 해안도시를 배경으로 한 스테이지가 있음. 어려운 레벨을 뛰어넘으려면 파워업해주는 아이템들을 이용.
- Archer's Odyssey

장르: 2D 횡스크롤 슈팅 액션 게임, 플랫폼:: iOS/Android, Mac OS X, Web
유니콘을 타고 활을 쏘며 몬스터를 물리치는 아처의 이야기
- Touch Fly

장르: 2D 횡스크롤 아케이드
플랫폼:: iOS/Android, Mac OS X, Web
플레이방법: (토끼와 거북이의 경주에서, 거북이가 로켓을 타고 달아난다. 플레이어가 '토끼'가 되는 게임이다. 로켓을 타고 날라간 거북이들은 새끼 거북이를 뒤로 날려서 쫓아오는 토끼를 방해한다. 따라서 이 새끼 거북이를 피하거나 토끼의 등에 진 로켓 뒤에서 나오는 불로 없앤다. 쫓으면서 나오는 줄줄이 사탕 케익 과자등이 먹는다. 터치를 하면 위로 올라가고 안하고 있으면 아래로 내려간다. 이렇게 조작해서 새끼 거북이를 피하거나 과자 등의 아이템을 먹으면 된다. 중간에 선물상자도 나오는데, 이 선물 상자를 먹으면 총이나 대포 드의 아이템이 자동으로 잠시동안 쓸 수 있다.)
킬링타임용 게임으로 매우 우수, 오가는 교통편에서 플레이하기에 긴박감도 있어서 지루함을 줄여줌.
손가락 하나로 플레이 할 수 있는 간편한 조작을 기반으로 한 쉬운 플레이
전 세계 순위를 실시간으로 알 수 있는 월드 랭킹 시스템
전 세계 MAC 앱스토어 게임카테고리에서 1위, 아이폰 게임카테고리에서 12위에 올랐다고 함.
[출처: http://apps.facebook.com/touchfly]
- Cat'z Up

장르: 캐쥬얼 레이싱 게임- 모바일, 플랫폼: iOS
고양이들이 레이싱을 하는 게임. 카트라이더처럼 조작, 폰을 좌우로 기울면서 조작하며 아이템을 먹고 아이템 발사하는 동작이 있음.
[출처: https://itunes.apple.com/kr/app/catz-up/id412405591?mt=8]

## 모바일 & 한글화
- STONEAGE (2005)
- SD GUNDAM(2006)
- ARCLORD (2006)
- 안젤리크 (2006)
- Romance of Three Kingdom (2006)
- BUSIN0 Wizardry (2005)
- Digital Devil Saga 2 (2005)
- Bionicle(2004)
- Sphinx (2004)
- Incredible (2004),
- Shin MegamiTensei3 (2003)
- Grow Lancer 2/3 (2003)
- Finding NEMO(2003)
- RockmanX7 (2004), Choro-Q(2004)

## 참조
1. ↑  “보관된 사본”. 2018년 10월 26일에 원본 문서에서 보존된 문서. 2013년 2월 27일에 확인함.
2. ↑  http://www.zepetto.com/news_view.do 보관됨 2013-02-18 - 웨이백 머신]
3. ↑  http://game.donga.com/38873/
4. ↑  http://www.thisisgame.com/board/view.php?id=645787&category=101%5B깨진+링크(과거+내용+찾기)%5D
5. ↑  http://www.khgames.co.kr/news/articleView.html?idxno=19907
6. ↑  http://qmud.com/v3.5/game_news_view.htm?mode=&no=22730&page=1712&sort=%5B깨진+링크(과거+내용+찾기)%5D